# Metro w Kunming
Metro w Kunming – system metra w Kunming, otwarty w 2012 roku. Na koniec 2019 roku 4 linie metra miały łączną długość około 87 km, dziennie zaś korzystało z nich średnio 0,59 mln pasażerów.

## Historia

### Początki
Budowę metra w Kunming rozpoczęto w 30 kwietnia 2010 roku. 28 czerwca 2012 roku oddano do użytku ekspresową linię nr 6, o długości 18 km, łączącą nowo wybudowany port lotniczy Kunming Changshui z wschodnim dworcem autobusowym. Linia działała osobno w systemie, aż do uruchomienia linii nr 3, z którą została połączona. 20 maja 2013 roku otwarto pierwszą część linii nr 1, liczącej początkowo 12 stacji. Pod koniec kwietnia 2014 roku oddano do użytku drugą część linii nr 1 oraz linię nr 2, które miały operować łącznie do momentu otwarcia rozszerzeń dla każdej z nich. 26 grudnia 2016 roku uruchomiono odnogę linii 1 do południowego dworca, obsługującego koleje dużych prędkości. 

### Dalszy rozwój
29 sierpnia 2017 roku oddano do użytku linię nr 3 oraz przebudowaną końcową stację linii nr 6, włączając ją tym samym do systemu metra. W trakcie budowy są nowe linie nr 4  i 5 oraz wydłużenia linii nr 1, 2 i 6, o łącznej długości prawie 100 km.

## Linie
W lutym 2020 roku metro w Kunming liczyło 4 linie, ponadto trwały prace nad budową kolejnych nowych linii oznaczonych numerami 4 i 5.

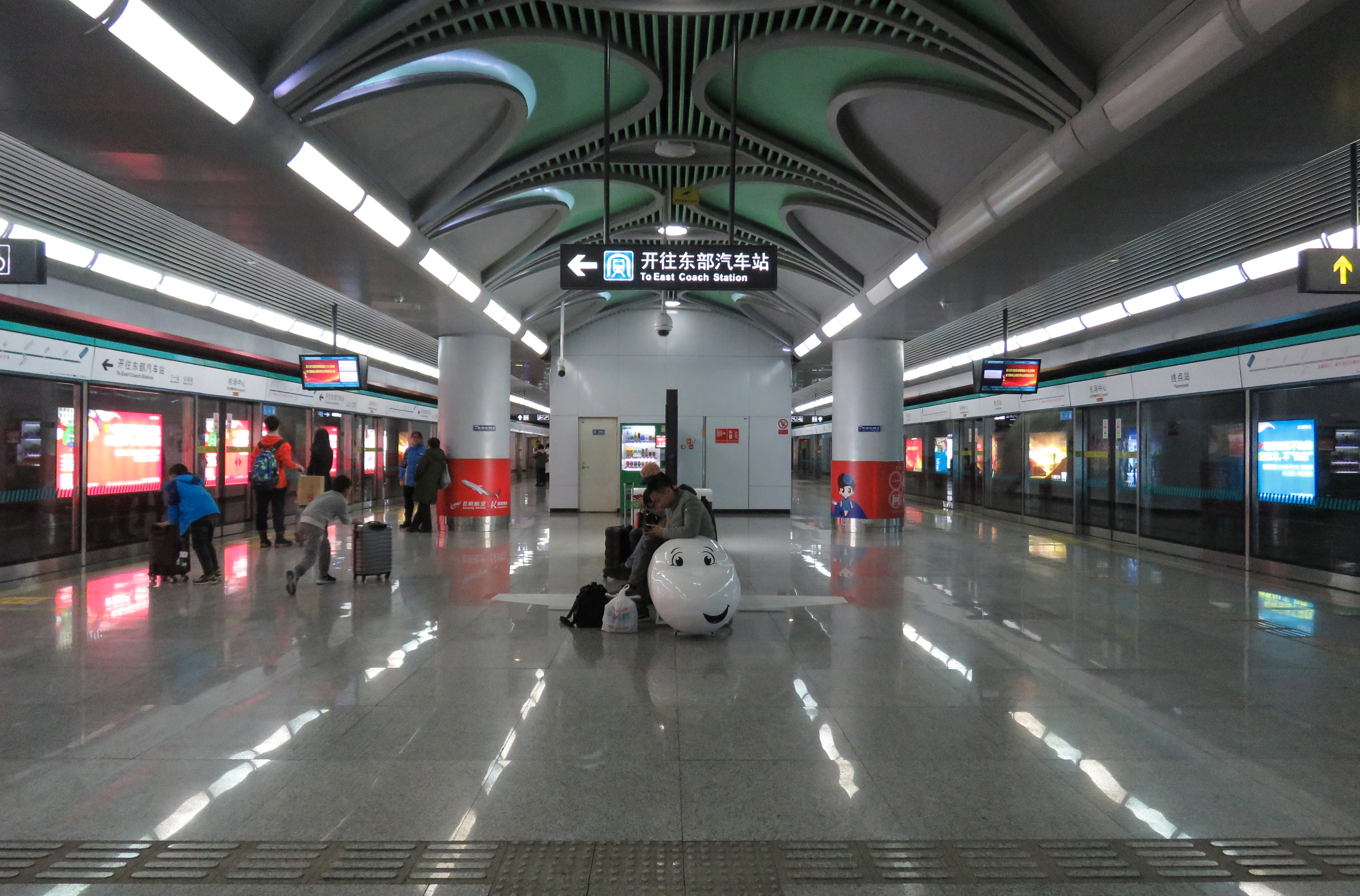
Stacja Kunming Airport

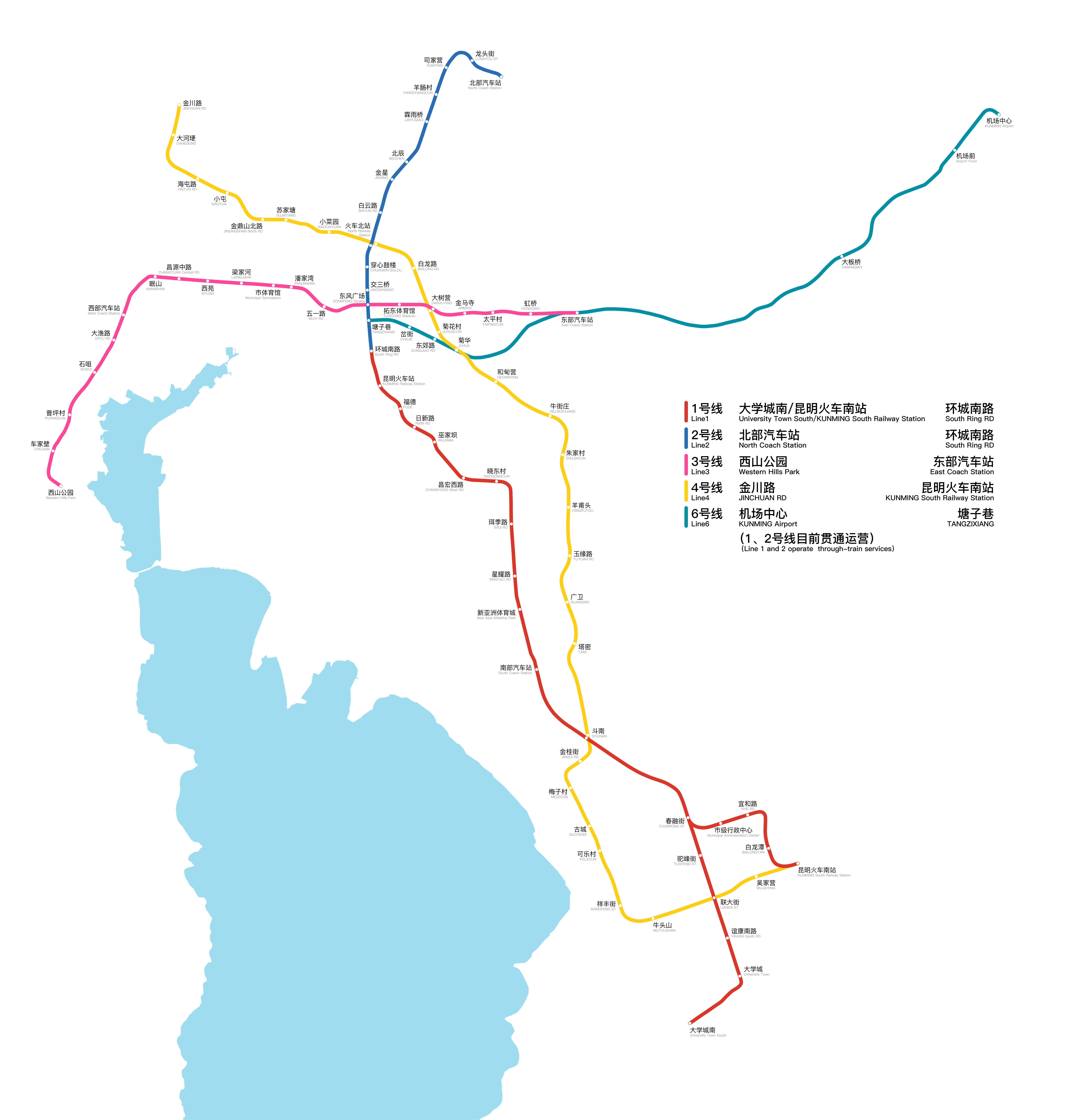
Mapa metra w Kunming

| Linia | Stacje końcowe (dzielnice) | Stacje końcowe (dzielnice)                          | Data otwarcia | Ostatnia rozbudowa | Długość km | Stacje | Możliwości przesiadki |
| ----- | -------------------------- | --------------------------------------------------- | ------------- | ------------------ | ---------- | ------ | --------------------- |
| 1     | South Ring Road            | University Town South Kunming South Railway Station | 2013          | 2016               | 34         | 22     | 2                     |
| 2     | North Bus station          | South Ring Road                                     | 2014          | -                  | 12         | 13     | 1 3                   |
| 3     | Western Hills Park         | East Coach Station                                  | 2017          | –                  | 23         | 20     | 2 6                   |
| 6     | East Coach Station         | Kunming Airport                                     | 2012          | –                  | 18         | 4      | 3                     |
| Razem | Razem                      | Razem                                               | Razem         | Razem              | 87         | 59     |                       |